# KELT-6
Désignations
KELT-6, aussi nommé BD+31 2447, est un système planétaire de la constellation de la Chevelure de Bérénice composé d'une étoile et d'au moins deux planètes. D'après la mesure de sa parallaxe annuelle par le satellite Gaia, il est distant d'environ ∼ 795 a.l. (∼ 244 pc) de la Terre.

## Système
Une première planète, KELT-6 b, fut découverte en 2014 par Collins et al. grâce au KELT-North survey,. Dans les données de vitesse radiale ayant permis cette découverte, qui couvraient 475 jours, un signal résiduel à longue période était observé, suggérant l'existence d'un autre compagnon plus éloigné. L'étoile fut suivie pendant plus d'un an et demi par M. Damasso et al. afin d'acquérir des données supplémentaires. Ils obtinrent ainsi 93 nouveaux spectres grâce aux spectrographes HARPS-N (dans le cadre du projet Global Architectures of Planetary Systems (GAPS, « Architectures globales de systèmes planétaires »)) et TRES. L'ensemble des données couvre ainsi 1178 jours, soit un peu plus de 3 ans. Ils observèrent également un transit de KELT-6 b, simultanément en spectroscopie et en photométrie, respectivement grâce à HARPS-N et au télescope IAC-80. Ces données permirent d'améliorer la solution orbitale de KELT-6 b, d'obtenir la première mesure de l'effet Rossiter-McLaughlin de cette planète, de confirmer l'existence de la seconde planète suspectée, KELT-6 c, et d'obtenir de nouvelles estimations des paramètres de l'étoile.

### KELT-6 a, l'étoile centrale
KELT-6 a, souvent nommée simplement KELT-6, est une étoile de type spectral F tardif, pauvre en métaux, de magnitude visuelle V = 10,3.

### KELT-6 b, Saturne chaud en transit
KELT-6 b est un Saturne chaud transitant devant son étoile.
Cette planète de la masse de Saturne fut découverte grâce au KELT-North survey par Collins et al. en 2014.
Grâce aux mesures obtenues par Damasso et al., la solution orbitale de KELT-6 b a été améliorée et la première mesure de l'effet Rossiter-McLaughlin de la planète a été mesuré. La planète a une orbite circulaire, prograde et légèrement mésalignée, avec un angle spin-orbite projeté de −36±11 degrés. Les éphémérides des transits de KELT-6 b ont également été améliorés grâce aux mesures photométriques.

### KELT-6 c, Jupiter froid
En 2014, les données de Collins et al., qui couvraient 475 jours, laissaient apparaître un signal résiduel à longue période, signe de la présence éventuelle d'un compagnon à plus grande distance de l'étoile. C'est dans ce cadre que M. Damasso et al. suivirent l'étoile pendant plus d'un an et demi supplémentaire. À partir de ces mesures supplémentaires, M. Damasso et al. ont confirmé l'existence de cet objet, dès lors nommé KELT-6 c. KELT-6 c est un Jupiter froid d'une masse minimale de 3,71 ± 0,21 fois la masse de Jupiter. Son orbite, qu'elle parcourt en environ trois ans et demi, a une excentricité modérée de 0,21+0,039−0,036.